# Radiosurgery
Radiosurgery es el séptimo álbum de estudio de la banda estadounidense de pop punk New Found Glory. Fue lanzado el 3 de octubre de 2011 a través del sello independiente Epitaph Records. Es el último álbum de estudio de la banda en el que participa el guitarrista fundador Steve Klein. Para seguir el ritmo de su predecesor Not Without a Fight (2009), la banda comenzó a escribir material nuevo durante su paso por el Honda Civic Tour de 2010. Después de autoproducir un conjunto de demos y contactar al productor de discos de larga data Neal Avron, la banda grabó el álbum en el estudio de grabación casero de Avron durante un período de tres meses en 2011. El quinteto se propuso escribir un álbum que rindiera homenaje a los discos clásicos de punk rock que los inspiraron por primera vez a formar una banda durante la década de 1990. Al escuchar extensamente a artistas como Green Day y Ramones, New Found Glory se esforzó por crear un sonido que pudiera "cerrar la brecha" entre las generaciones antiguas y nuevas del género.
El primer sencillo oficial del álbum fue la canción principal "Radiosurgery", lanzada el 2 de agosto de 2011. Tras su lanzamiento, Radiosurgery fue un éxito comercial moderado, debutando en el puesto número veintiséis del Billboard 200, en el número cuatro de la lista Top Independent Albums y en el número uno de la lista de Hard Rock Albums. El álbum también fue bien recibido por los críticos musicales, que destacaron su sonido retro y su composición contagiosa, y recibió varios elogios de la comunidad de la música rock.

## Título del álbum
El título del álbum es una referencia a la radiocirugía, un procedimiento médico real, con la letra directamente influenciada por un divorcio problemático sufrido dentro de la banda. Radiosurgery fue escrito como un álbum conceptual sobre las diferentes emociones por las que pasa una persona después de una separación, incluidos sentimientos de arrepentimiento, tristeza y locura. La banda buscó varias cirugías cerebrales y se decidió por la radiocirugía, utilizando la idea de que en lugar de utilizar el procedimiento para extirpar un tumor del cerebro, podría eliminar recuerdos.

## Lista de canciones
| N.º | Título                                      | Duración |  |
| 1.  | «Radiosurgery»                              | 2:55     |  |
| 2.  | «Anthem for the Unwanted»                   | 3:13     |  |
| 3.  | «Drill It in My Brain»                      | 3:08     |  |
| 4.  | «I'm Not the One»                           | 3:22     |  |
| 5.  | «Ready, Aim, Fire!»                         | 3:05     |  |
| 6.  | «Dumped»                                    | 3:06     |  |
| 7.  | «Summer Fling, Don't Mean a Thing»          | 2:58     |  |
| 8.  | «Caught in the Act» (con Bethany Cosentino) | 3:00     |  |
| 9.  | «Memories and Battle Scars»                 | 2:40     |  |
| 10. | «Trainwreck»                                | 2:58     |  |
| 11. | «Map of Your Body»                          | 3:30     |  |

| Edición de lujo |                                     |          |  |
| N.º             | Título                              | Duración |  |
| 12.             | «Separate Beds»                     | 2:31     |  |
| 13.             | «Over Again»                        | 2:33     |  |
| 14.             | «Sadness»                           | 3:09     |  |
| 15.             | «Blitzkrieg Bop» (cover de Ramones) | 2:03     |  |

## Personal
Las siguientes personas contribuyeron al álbum:
New Found Glory
- Jordan Pundik - vocalista principal
- Chad Gilbert - guitarra, vocalista, compositor
- Steve Klein - guitarra rítmica, letras
- Ian Grushka - bajo
- Cyrus Bolooki - batería, percusión